# Carovana (album)
Carovana prodotto da Mauro Malavasi che cura gli arrangiamenti. è l'ottavo album (il settimo in studio) del cantautore italiano Luca Carboni, pubblicato il 28 aprile 1998 dalla BMG.
Il 22 novembre 2024, l'album viene pubblicato per la prima volta su doppio vinile 33 giri con un inserto autografato dall'artista.

## Tracce
Testi e musiche di Luca Carboni, eccetto dove indicato.
1. La casa – 4:37
2. Le ragazze – 4:44 (musica: Luca Carboni, Nicola Lenzi)
3. Colori – 4:53
4. Ferite – 5:25
5. Macedonia polare – 4:09
6. Caldino – 3:52
7. La cravatta – 3:59
8. Il cowboy – 4:54
9. Deserto – 4:01
10. Occidente & oriente – 4:53

## Formazione
Musicisti
- Luca Carboni – voce, tastiera
- Mauro Patelli – chitarra
- Bruno Mariani – chitarra
- Jimmy Villotti – chitarra
- Daniele Dall'Olmo – chitarra
- Michele Vanni – chitarra
- Mauro Malavasi – tastiera, pianoforte, sintetizzatore, programmazione, cori, arrangiamento
- Cori arrangiati da Mauro Malavasi
- Ignazio Orlando – basso
- Antonello Giorgi – batteria

Produzione
- Mauro Malavasi – produzione, missaggio, mastering, registrazione
- Luca Carboni – produzione
- Luca Lazzaris – produzione esecutiva
- Michele Vanni – registrazione

## Registrazione
- Clock Studio da: Mauro Malavasi